# Sarah Essam
Sarah Essam Hassanin (árabe: سارة عصام حسنين, Sāra ‘Issām Hassanīn) (El Cairo, Egipto; 6 de abril de 1999) es una futbolista internacional egipcia que juega como delantera en el equipo español Fundación Albacete Femenino.

## Biografía
Desde pequeña ya jugaba al fútbol (y al baloncesto) con su hermano. Años más tarde, en 2014, fichó por el Wadi Degla Sporting Club de El Cairo y jugó con la selección femenina de fútbol sub-17 de Egipto en las rondas clasificatorias de la Copa Mundial de 2016. Ese mismo año fue también convocada por la selección de Egipto, con tan solo 16 años, para jugar las rondas clasificatorias de la Copa Africana de Naciones Femenina de 2016.
En 2017, Sarah Essam se convirtió en la primera futbolista egipcia en jugar profesionalmente en Europa, con el Stoke City Football Club, en la FA Women’s National League North (tercera división inglesa de fútbol femenino), y fue la máxima goleadora durante su primera temporada en el club.
En 2018, ganó el premio a la Mujer Árabe del Año: Éxito en el Deporte de la London Arabia Organisation.
Al año siguiente, formó parte del equipo de comentaristas de la BBC para la Copa Africana de Naciones de 2019, año en el que también logró marcar 12 goles en 12 partidos, proclamándose así la máxima goleadora del Stoke City.
Sarah Essam jugó como delantera, pero también destacó en la posición de extremo derecho y de centrocampista ofensivo. Entre 2017 y 2021 compaginó el fútbol con sus estudios de Ingeniería Civil en la Universidad de Derby, graduándose en 2021.
El  22 de septiembre de 2022 el club español Albacete Balompié presenta a Sarah Essam como delantera del equipo.